# Edward Drinker Cope
Edward Drinker Cope (Filadèlfia, 28 de juliol, 1840 - ibíd., 12 d'abril, 1897) fou un paleontòleg i anatomista comparatiu estatunidenc.
De ben petit s'interessà per la història natural, i l'any 1859 publicà un assaig sobre Salamandridae a l'Acadèmia de Ciències Naturals de Filadèlfia. Per aquesta època estava afiliat al Club del Megateri de la Institució Smithsoniana, a Washington DC. Format parcialment a la Universitat de Pennsilvània, després de continuar els seus estudis a Europa fou escollit com a curador de la mencionada Acadèmia l'any 1865, posició que mantingué fins a l'any 1873. Entre 1864 i 1867 exercí de professor de ciències naturals al Col·legi Haveford. L'any 1889 fou designat professor de geologia i paleontologia per la Universitat de Pennsilvània.
L'any 1858 començà la competència amb Othniel C. Marsh per a trobar més fòssils de dinosaures en l'anomenada «Guerra dels Ossos», en la qual els dos descobriren diverses espècies. Tot i sortir-ne derrotat, Cope es va fer cèlebre pel paper que desenvolupà pel que fa al descobriment dels dinosaures més famosos, com Triceratops, Diplodocus i l'estegosaure i va estar al capdavant de la majoria de troballes cèlebres, com les del Dimetrodon (que no és un dinosaure), Camarasaurus, Coelophysis i Monoclonius. Entre 1871 i 1877, Cope explorà els estrats cretàcics a l'estat de Kansas i terciaris a Wyoming i Colorado.